# Tranqueras
Tranqueras est une ville et une municipalité de l'Uruguay située dans le département de Rivera. Sa population est de 7 284 habitants.

## Population
| Année | Population |
| ----- | ---------- |
| 1963  | 3 659      |
| 1975  | 4 097      |
| 1985  | 4 469      |
| 1996  | 5 792      |
| 2004  | 7 284      |

,

## Gouvernement
Le maire (alcalde) de la ville est Milton Gómez.